# Messalla Vipstanus Gallus
Messalla Vipstanus Gallus war ein römischer Politiker und Senator des 1. Jahrhunderts n. Chr.
Vipstanus Gallus war ein Sohn des Marcus Vipstanus Gallus, der im Jahr 18 Suffektkonsul gewesen war. Im Jahr 46 war Vipstanus Gallus außerordentlicher Magistrat in Cales in Kampanien. Zwei Jahre später, im Jahr 48, bekleidete Gallus zusammen mit Lucius Vitellius, dem Bruder des späteren Kaisers Vitellius, das Suffektkonsulat. Danach – vielleicht 52/53? – war er Legat der Provinz Pannonia und im Amtsjahr 59/60 Prokonsul der Provinz Asia.
Sein Bruder war Lucius Vipstanus Poplicola.